# Palacio de Adanero
El palacio de Adanero, también conocido como el palacio de la Condesa de Adanero, es un edificio sito en la calle de Santa Engracia del distrito madrileño de Chamberí. Fue construido entre 1911 y 1913 sobre los terrenos de la antigua Real Fábrica de Tapices —demolida por la operación urbanística del Ensanche de Madrid (conocido también como el Plan Castro)— que se encontraba cerca de la puerta de Santa Bárbara (actualmente plaza de Alonso Martínez).
Fue vendido al Estado en 1941, y, entre otras instituciones que ocuparon el edificio, fue brevemente, de 1979 a 1980, sede del Ministerio de Administración Territorial. Desde entonces, es una de las sedes en Madrid del Ministerio de Hacienda y del Ministerio de Política Territorial, albergando los servicios relacionados con la Secretaría de Estado de Función Pública. Desde mayo de 2024, tras los últimos cambios de estructura, alberga al Ministro de Política Territorial y Memoria Democrática, así como a la Subsecretaría de ese mismo departamento.
Del estilo ecléctico típico de la arquitectura de Madrid de la época, el proyecto fue encargado por Josefa Fernández Durán y Caballero, viuda del conde de Adanero —quien vivía en aquel entonces en el palacio del Marqués de Perales, de quien era hija—, al destacado arquitecto Joaquín Saldaña, aunque por su falta de disponibilidad la obra fue realizada por Mariano Carderera.
Corresponde a la tipología de hotel exento con jardín, con una complicada distribución interior: semisótano para las habitaciones del servicio (en 1915 contaba la condesa viuda con una institutriz inglesa y nueve personas de servicio, además de los seis sirvientes con los que contaba su hijo, el conde titular, que residía junto a su mujer y sus dos hijos en la segunda planta del palacio), cuartos de labor y maquinaria del ascensor; tres plantas, ático y dos entreplantas camufladas, ocupados por la residencia principal de la propietaria, y dos viviendas dúplex para dos de sus hijos. Está considerado uno de los palacios mejor conservados de Madrid.